# 恋の矢
「恋の矢」（こいのや）は、日本のロックバンド、かりゆし58の14枚目のシングル。2013年（平成25年）11月13日にLD&K Recordsより発売された。

## 概要
本タイトル曲は読売テレビ系ドラマ『ハクバノ王子サマ　純愛適齢期』の主題歌となっている。又カップリングには、ステレオポニーとのコラボレーションシングルだった「たとえば唄えなくなったら」のセルフカバーが収録されている。

## 収録曲
1. 恋の矢
2. たとえば唄えなくなったら
3. 恋の矢(カラオケ)
4. たとえば唄えなくなったら(カラオケ)